# 達力集團
達力集團有限公司（簡稱達力集團），(港交所：0029)，為一間中国房地产开发的控股公司，公司註冊地於百慕達。
創辨人蔡黎明於1992年成立達力集團，在1992年4月14日，於香港交易所主板上市，也就是透過中華造船廠(集團)有限公司換取上市；該公司以於中国投資房地产為主，主要在北京、上海及深圳等的大城市。
現時，主席兼執行董事為陳永栽。
2009年，該公司錄得62.47百萬港元的虧損。

## 集團項目
- 上海裕景國際商務廣場
- 北京尚街購物中心
- 北京國際創展中心
- 北京朝陽園
- 深圳東角頭

## 外部連結
- 達力集團 （页面存档备份，存于）